# 1415
1415 (MCDXV) a fost un an comun al calendarului iulian, care a început într-o zi de marți.

## Evenimente
- 25 octombrie: Bătălia de la Azincourt, încheiată cu victoria decisivă a Angliei asupra Franței în Războiul de 100 de ani.

- Aducerea moaștelor Sfântului Ioan cel Nou de la Cetatea Albă la Suceava de către Alexandru cel Bun (după alți istorici acest eveniment s-a petrecut în 1402).

## Nașteri
- 10 martie: Vasili al II-lea, Mare Cneaz al Moscovei (d. 1462)
- 3 mai: Cecily Neville, mama regilor Eduard al IV-lea și Richard al III-lea (d. 1495)
- 21 septembrie: Frederic al III-lea, împărat al Sfântului Imperiu Roman (d. 1493)

## Decese
- 6 iulie: Jan Hus, 44 ani, teolog reformator ceh (n. 1371)
- 19 iulie: Filipa de Lancaster, 55 ani, soția regelui Ioan I al Portugaliei (n. 1359)